# Jaime Rosenthal
Jaime Rolando Rosenthal Oliva (San Pedro Sula, 5 de mayo de 1936 - 12 de enero de 2019) fue un banquero, economista, empresario y político hondureño, miembro del Partido Liberal de Honduras. El 20 de marzo de 1974, fundó el Banco Continental. también llegó a ser uno de los hombres más ricos de Honduras.
Dirigió el Grupo Continental, fundado en 1929, es un conglomerado corporativo que incluye actividades financieras como bancos, compañías de seguros, medios de comunicación, industria de cemento, e incluso como industrias agroalimentarias y de exportación de azúcar y café.
El 7 de octubre de 2015, el Departamento del Tesoro de los Estados Unidos declaró a Rosenthal, su hijo Yani Rosenthal y su sobrino Yankel Rosenthal, y siete negocios como «traficantes de narcóticos especialmente designados» según la Ley Kingpin, siendo la primera vez que se cataloga a un banco fuera de Estados Unidos. Las acciones del Departamento del Tesoro afectaron negativamente las operaciones de Grupo Continental y otras empresas de Rosenthal, causando cierres como el de Banco Continental.

## Biografía
Su padre, Yankel Rosenthal, nacido en Rumanía de origen judío y profesión electricista; llegó a Honduras en 1924 y aparece registrado en la oficina de Extranjería de Honduras en 1937. Rosenthal cursó estudios superiores de ingeniería civil en el M.I.T. o Instituto Tecnológico de Massachusetts, Estados Unidos en 1957. Ingresó en la política militando en el Partido Liberal de Honduras, (PLH), siendo precandidato a la presidencia hondureña sin éxito en las elecciones internas de su partido en 1985.
Su hijo, el Licenciado Yani Rosenthal, también miembro del Partido Liberal de Honduras, en 2006-2009 fue ministro de la Presidencia en la administración de José Manuel Zelaya Rosales. Actualmente es uno de los líderes del Partido Liberal.
Cargos que ha administrado en el Gobierno:
- Nombrado vicepresidente en el gobierno del Ingeniero José Azcona del Hoyo durante el periodo (1986-1990).
- Diputado representante del Departamento de Cortés ante el Congreso Nacional de Honduras. (2002-2006).
- Asesor Presidencial en varios gobiernos liberales.

Rosenthal falleció en una clínica privada en la ciudad de San Pedro Sula, departamento de Cortés, al norte de Honduras. Oliva sufrió un infarto la noche del viernes 11 de enero de 2019 y fue llevado de emergencia a un centro asistencial, donde falleció. Falleció en San Pedro Sula, el 12 de enero de 2019, tras sufrir un paro cardíaco.

## Críticas
A pesar de haber sido muy exitoso en el rubro económico por ser dueño de varias empresas, el ingeniero Jaime era criticado por usar maniobras políticas para mejorar el estado financiero de su conglomerado. Por ejemplo, su hijo Yani Rosenthal estaba involucrado como ministro de la Cuenta del Milenio en un período donde no se podían ubicar más de U$ 50 millones de dólares.
La familia de Rosenthal también ha sufrido amenazas a muerte; en la década de los años 90, la casa de Rosenthal sufrió daños, a consecuencia de balas de alto calibre.